# 1801
1801 (MDCCCI) je bilo navadno leto, ki se je po gregorijanskem koledarju začelo na četrtek, po 12 dni počasnejšem julijanskem koledarju pa na torek.

## Dogodki
- 1. januar - italijanski astronom Giuseppe Piazzi odkrije Cerero, prvi znani objekt v asteroidnem pasu.

## Rojstva
- 13. februar - Janoš Kardoš, madžarsko-slovenski pisatelj, pesnik, prevajalec, politični vodnik († 1873)
- 21. februar - John Henry Newman, angleški teolog, katoliški kardinal, traktarijanec († 1890)
- 6. april - William Hallowes Miller, britanski mineralog in kristalograf († 1880)
- 27. junij - George Biddell Airy, angleški astronom, matematik († 1892)
- 10. november - Vladimir Ivanovič Dalj, ruski leksikograf, narodopisec, jezikoslovec († 1872)

## Smrti
- 2. januar - Johann Kaspar Lavater, švicarski pesnik in fiziognomik (* 1741)
- 4. februar - Marko Pohlin, slovenski pisatelj, jezikoslovec (* 1735)
- 25. marec - Novalis, nemški pesnik (* 1772)
- 30. maj - John Millar, škotski pravnik, zgodovinar in filozof (* 1735)
- 5. november - Motoori Norinaga, japonski šintoistični učenjak (* 1730)